# Hjertekrigen paa Ravnsholt
Hjertekrigen paa Ravnsholt er en dansk stumfilm fra 1917, der er instrueret af Robert Dinesen efter manuskript af Marius Wulff og Djalmar Christofersen.

## Handling
Denne artikel mangler et handlingsreferat. Hjælp os med at skrive det.

## Medvirkende
- Valdemar Psilander - Axel von Lejon, løjtnant
- Oscar Stribolt - Hans von Stoltenberg, ritmester
- Else Frölich - Komtesse Irene Ravnsholt
- Astrid Krygell - Rosalie Stengel, Irenes selskabsdame
- Axel Mattsson
- Alma Hinding
- Johanne Krum-Hunderup